# ムシュマッヘ
ムシュマッヘまたはムシュマッヘー（シュメール語: MUŠ.MAḪ、アッカド語: muš-ma-ḫu、「傑出したヘビ」の意）は古代メソポタミアの神話に登場する怪物。ヘビとライオンと鳥が合わさった姿の怪物として、或いは7つの頭を持ったヘビとして描写される。シュメール期の神話ではニヌルタによって殺されている。時には3つの角を持ったヘビのグループとしてバスム（Bašmu）、ウシュムガル（Ušumgallu）とともに描写され、これらは共通の神話に起源を求めることができるのではないかと考えられている。

## 神話
アンギム（Angim、ニヌルタのニップル帰還）の138行目では嵐の神（the storm god）の持つ武器のひとつが「七つの口を持つムシュマッヘ」と描写されている。これはヘラクレスの12の試練で語られる7つの頭を持つヒュドラーの挿話を彷彿とさせる。初期王朝時代の貝殻にはニンギルスが7つの頭をもつムシュマッヘを殺した、とも刻まれている。
叙事詩『エヌマ・エリシュ』ではティアマトの生み出したヘビたちがムシュマッヘと描写されている。それによれば、「鋭い歯と残忍な牙を持ち、血液の代わりに毒液がその体内を流れている」。